# Harley-Davidson Topper
Il Topper è uno scooter prodotto dalla casa motociclistica statunitense Harley Davidson.
Lo scooter utilizzava una trasmissione a variatore continuo. Il motore era un monocilindrico due tempi da 165 cm³ (10,1 in3). Era alimentato a miscela olio-benzina, che doveva essere preparata a parte. L'avviamento avveniva a strappo per mezzo di un cordino, in maniera simile a quello dei motori fuoribordo o dei tagliaerba.
A differenza di molti scooter con il motore inserito nella carrozzeria, il "Topper" non era dotato di ventola di raffreddamento.
La parte anteriore della carrozzeria, il parafango anteriore e lo scudo erano realizzati in acciaio stampato. La parte di carrozzeria posteriore e di quella che ricopriva il motore era invece realizzata in vetroresina.
Il modello non ebbe grande successo, anche a causa degli elevati consumi e della congenita propensione al surriscaldamento del motore. Ne furono prodotti circa 6.000 esemplari.